# Comunità del Pacifico
Il Segretariato della comunità del Pacifico (Secretariat of the Pacific Community, SPC) è un'organizzazione internazionale i cui membri sono sia nazioni sia territori dell'oceano Pacifico. Il suo scopo è di “sviluppare le capacità tecniche, professionali, scientifiche, di ricerca, pianificazione e gestione dei popoli delle isole del Pacifico e fornire direttamente informazioni e consulenze, ed essere capaci di prendere decisioni consapevoli circa il loro futuro sviluppo e benessere”. È una delle più antiche organizzazioni regionali del mondo.

## Storia
Fu fondato nel 1947 come Commissione del Pacifico del Sud con l'Accordo di Canberra, da sei paesi sviluppati con un interesse nella regione: Australia, Nuova Zelanda, Francia, Paesi Bassi, Regno Unito e Stati Uniti d'America.
Dall'inizio il suo ruolo fu limitato e l'invito dall'Australia e Nuova Zelanda agli Stati Uniti d'America, Francia, Paesi Bassi e Regno Unito a partecipare ad una Conferenza per una Commissione dei Mari del Sud nel 1947 includeva la dichiarazione che “la Commissione [del Pacifico del Sud] è stata istituita senza dover essere autorizzata a trattare in ogni modo con materie politiche o questioni di difesa o sicurezza”. La discussione su questo limite (in particolare il limite sui test delle armi nucleari della regione) condusse, infine, alla creazione del Forum del Pacifico del Sud, che non includeva solo le distanti potenze della Francia, Regno Unito e Stati Uniti d'America, ma anche i loro territori del Pacifico.
Il primo cambiamento formale dei confini della Commissione accadde nel novembre 1951, quando i sei stati fondatori cambiarono l'Accordo per aggiungere Guam e i Territori Fiduciari delle Isole del Pacifico, così l'influenza dell'organizzazione si estese al Pacifico del Nord.
Il secondo cambiamento avvenne nel 1962 quando i Paesi Bassi trasferirono l'amministrazione della Nuova Guinea Olandese all'Indonesia facendo così uscire questo territorio dalla Commissione. Nello stesso anno la Nuova Zelanda concesse l'indipendenza a Samoa, che tecnicamente uscì dall'organizzazione. Un emendamento all'Accordo, firmato a Londra il 6 ottobre 1964, chiamò Samoa (la sola isola indipendente al tempo), e dichiarò che ogni territorio dentro l'influenza dell'organizzazione poteva divenire un membro se invitato a farne parte da tutti i governi partecipanti. Samoa divenne un membro votante a pieno titolo il 17 luglio 1965 e fu seguita da Nauru il 24 luglio 1969 e dalle Figi il 5 maggio 1971.
L'accordo modificò anche la procedura di voto. Precedentemente ogni membro aveva un voto, ma il nuovo sistema dava ai membri un voto per ogni territorio dipendente, trasferito al territorio dopo la sua indipendenza e l'accesso come pieno membro. Pertanto l'Australia ebbe cinque voti, Francia, Nuova Zelanda, Regno Unito e Stati Uniti d'America quattro.
Sia per motivi d'interesse ridotto allo sviluppo della regione sia per il desiderio di concentrare l'assistenza in altre aree di grande povertà, due dei paesi fondatori sono usciti dal Segretariato: Paesi Bassi (1962-) e Regno Unito (1995-98 e 2005-).
Il più grande cambiamento all'organizzazione accadde nel 1983, alla XXIII Conferenza del Pacifico del Sud a Saipan, Isole Marianne Settentrionali. A questo incontro tutti i membri associati si unirono ai governi partecipanti con pieno diritto di voto e di contribuire alla Commissione.
Oggi è la più antica e più estesa organizzazione dei dieci membri del Consiglio delle organizzazioni regionali nel Pacifico (Council of Regional Organisations in the Pacific, CROP), un processo consultivo a cui è a capo a livello politico il Segretariato del forum delle isole del Pacifico. Fin dal trasferimento di sovranità di coordinazione delle questioni di politica regionale dal Conferenza del Segretariato della Comunità del Pacifico al Forum del Pacifico del Sud nel 1970, il Segretariato si è concentrato a fornire un supporto tecnico, di consulenza, statistica e d'informazione ai governi e amministrazioni membri, in particolare nelle aree dove le piccole isole stato mancano del necessario per mantenere quadri nazionali di competenza, o nelle aree dove la cooperazione o integrazione regionale è necessaria.
Il Segretariato è la prima organizzazione del Consiglio che è stata presieduta da una donna, Lourdes Pangelinan di Guam, che ha lasciato l'organizzazione alla fine del gennaio del 2006. Il Dottor Jimmie Rodgers è l'attuale Direttore Generale dell'organizzazione.

## Membri
Il segretariato riunisce 26 paesi o territori del Pacifico, che fin dal 1983 sono membri a pieno titolo.
Di questi 22 beneficiano dei programmi del Segretariato:
- Figi
- Guam
- Isole Cook
- Isole Marianne Settentrionali
- Isole Marshall
- Isole Pitcairn
- Isole Salomone

- Kiribati
- Micronesia
- Nauru
- Niue
- Nuova Caledonia
- Palau
- Papua Nuova Guinea
- Polinesia francese

- Samoa
- Samoa Americane
- Tokelau
- Tonga
- Tuvalu
- Vanuatu
- Wallis e Futuna

Altri 4 sono paesi fondatori dell'organizzazione che contribuiscono al finanziamento dei diversi programmi:
- Australia
- Francia
- Nuova Zelanda
- Stati Uniti

## Programmi e servizi
I programmi tecnici del Segretariato sono coordinati da tre divisioni:
- Divisione risorse del territorio, ha sede a Suva, Figi;comprende due programmi, gestione sostenibile delle foreste e dei sistemi agricoli, e biodiversità e facilitazione del commercio. Fornisce consulenze, competenze, supporti tecnici e formazione ai membri sugli aspetti dell'agricoltura e delle foreste, include:
  - salute delle piante;
  - salute degli animali;
  - biodiversità e commercio;
  - foreste e diversificazione agricola;
  - produzione vegetale;
  - produzione animale;
  - risorse genetiche;
  - informazione, comunicazione ed estensione;
  - foreste e alberi.
- Divisione risorse marine, include:
  - programmi sulla pesca costiera ed oceanica:
    - assistere la comunità di pesca delle isole del Pacifico a partecipare e beneficiare dello sviluppo e delle attività di gestione della pesca regionale e nazionale;
    - provvedere alla consulenza, assistenza e preparazione tecniche sullo sviluppo commerciale della pesca del tonno su scala piccolo-medio;
    - condurre ricerche e monitoraggio del tonno della regione e della pesca della scogliera;
    - assistere i governi nel fornire un ambiente favorevole per un'acquacoltura sostenibile economicamente ed ecologicamente;

  - programma marittimo, lavora col settore marino dei paesi e territori membri per:
    - revisionare, aggiornare e attuare le legislazioni marittime (fondamentale per il rispetto dei requisiti internazionali):
    - facilitare la formazione al fine di garantire che tutti i naviganti conoscano gli standard internazionali, che a sua volta promuove la sicurezza delle navi e la maggior pulizia dei mari e aiuta a garantire l'occupazione;
- Divisione Risorse Sociali, copre una larga gamma di aree ed include:
  - programma di sviluppo umano, fornisce un'educazione comunitaria e supporta il processo decisionale e di analisi relative alla cultura, alle donne e ai giovani;
  - programma per la salute pubblica, supporto tecnico e consulenze su malattie non trasmissibili (come diabete e malattie cardiache), malattie trasmissibili (HIV/AIDS e malattie sessualmente trasmissibili, tubercolosi), salute riproduttiva degli adolescenti, nutrizione, attività fisica, controllo dell'alcol e del tabacco, sorveglianza della salute pubblica;
  - programma Demografico e Statistico, rafforza la capacità dei sistemi statistici nazionali di assicurare la disponibilità di indicatori economici e sociali accurati per supportare decisioni basate su prove;
  - produzione e preparazione dei media, fornisce la preparazione agli isolani del Pacifico nella radio, video, televisione, disegno grafico, editoria e produce le serie televisive “Pacific Way”.

Programma di supporto ai servizi:
- comunicazione;
- tecnologie dell'informazione e della comunicazione;
- biblioteca;
- pianificazione;
- pubblicazioni e stampa
- traduzione e interpretazione;
- servizi generali (finanza, personale, amministrativo e altri servizi).

La Segreteria ha sede a Numea, Nuova Caledonia e un ufficio regionale a Suva, Figi e a Pohnpei in Micronesia.

## Obiettivi
Gli obiettivi e i principi che il Segretariato segue sono:
- le priorità sono scelte dai paesi e territori membri;
- mettere le popolazioni al centro delle sue azioni, fornendo soluzioni pratiche a problemi reali
- sforzarsi di fornire servizi eccellenti;
- tentare di cambiare la vita delle popolazioni del Pacifico in un senso positivo, attraverso lo sviluppo delle loro capacità;
- si propone di alleviare la povertà assoluta, la mancanza di opportunità e la vulnerabilità alla povertà;
- si impegna strategicamente a fornire opzioni per rispondere alla attuali e future opportunità e sfide;
- riconosce e promuove l'importanza dell'uguaglianza uomo-donna, della cultura e dell'ambiente;
- operare con responsabilità e trasparenza.

## Capi esecutivi
Di seguito la lista dei segretari generali e dei direttori generali (il titolo di capo esecutivo fu cambiato nel 1997) del Segretariato della Comunità del Pacifico:
- William D. Forsyth (Australia) 1º novembre 1948 – 3 giugno 1951
- Leslie Brian Freeston (Regno Unito) 12 novembre 1951 – 12 novembre 1954
- Ralph Clairon Bedell (Stati Uniti d'America) 1º marzo 1955 – 28 febbraio 1958
- Thomas R. Smith (Nuova Zelanda) 1º marzo 1958 – 2 marzo 1963
- William D. Forsyth (Australia) 24 marzo 1963 – 31 dicembre 1966
- Gawain Bell (Regno Unito) 1º gennaio 1967 – 11 dicembre 1969
- Afioga Afoafouvale Misimoa (Samoa) 1º gennaio 1970 – 18 febbraio 1971 (morì in una missione ufficiale a Tarawa, Kiribati)
- John E. de Young (Stati Uniti d'America) 18 febbraio 1971 – 31 ottobre 1971 (fu direttore del Programma sociale che ha agito nel periodo di interim)
- Gustav F.D. Betham (Samoa) 1º novembre 1971 – 30 novembre 1975
- E. Maciu Salato (Fiji) 9 dicembre 1975 – 30 giugno 1979
- M. Young Vivian (Niue) 1º luglio 1979 – 3 giugno 1982
- Francis Bugotu, CBE (Isole Salomone) 1º luglio 1982 – 30 novembre 1986
- Palauni M. Tuiasosopo (Samoa Americane) 9 dicembre 1986 – 31 dicembre 1988 (ritiratosi)
- Jon Jonassen (Isole Cook) 1º gennaio 1989 – 15 giugno 1989 (fu direttore dei programmi che agì durante il periodo di interim)
- Atanraoi Baiteke, OBE (Kiribati) 16 giugno 1989 – 5 gennaio 1993
- Jacques Iékawé (Nuova Caledonia) (designato ma morto il 10 marzo 1992 prima di assumere la carica)
- Ati George Sokomanu, MBE (Vanuatu) 6 gennaio 1993 – 7 gennaio 1996
- Robert B. Dun (Australia) 8 gennaio 1996 – 5 gennaio 2000 (ristrutturò l'organizzazione e cambiò il titolo di capo esecutivo da segretario generale a direttore generale)
- Lourdes T. Pangelinan (Guam) 6 gennaio 2000 – 5 gennaio 2006
- Jimmie Rodgers (Isole Salomone) 6 gennaio 2006 – 5 gennaio 2014
- Colin Tukuitonga (Niue) 5 gennaio 2014 - in carica